# Bitwa w Cieśninie Makasarskiej
Bitwa w Cieśninie Makasarskiej – bitwa morska stoczona 4 lutego 1942 roku podczas II wojny światowej. Flota ABDA pod dowództwem Karela Doormana miała powstrzymać japońską flotę zmierzającą w stronę Makasaru lub Banjarmasin.

## Geneza
Pod koniec stycznia 1942 roku wojskom japońskim udało się zająć dużą część wyspy Borneo i do uzyskania pełnej kontroli nad Cieśniną Makasarską potrzebowały one jeszcze opanowania miast Makasar i Banjarmasin.
1 lutego ABDA otrzymała informację od rozpoznania, że 20 statków transportowych, 3 krążowniki i 10 niszczycieli wrogiej floty wyruszyło właśnie z portu w Balikpapan. Z racji tego, nazajutrz w Palembang spotkali się Thomas Hart, Conrad Helfrich, William Glassford i John Collins i postanowili oni utworzyć z części Floty ABDA grupę poprzedzającą atak ze strony Japończyków. Grupa ta została utworzona następnego dnia. Jej dowódcą został admirał Karel Doorman.

## Bitwa
Rankiem 3 lutego nowo powstała grupa podczas przygotowywania się do walki została zauważona przez oddział 30 japońskich bombowców kierujących się w stronę miasta Surabaja. Choć oby dwie strony miały taką możliwość, nie weszły ze sobą w walkę.
Około 9:30 alianci otrzymali wiadomość o japońskich samolotach zmierzających ponownie w stronę Surabai. Nie zważając na zagrożenie z powietrza, flota wyruszyła w stronę Cieśniny Makasarskiej w celu odnalezienia japońskich sił. Około 9:50, gdy alianckie okręty znajdowały się na południe od Wysp Kangean, na wschodzie zauważono japońskie samoloty latające w czterech formacjach w kształcie litery „V”. Pierwszym celem Japończyków został USS „Marblehead”. Podczas pierwszego ataku na ten okręt bomby spadły około 80 metrów przed nim. Kolejny atak skutkował dwoma bezpośrednimi trafieniami, przez które zginęło przynajmniej 15 marynarzy. Dodatkowo mobilność okrętu ograniczyła się tylko do manewrowania nim. USS „Houston” początkowo z powodzeniem sobie radził z omijaniem bomb. W końcu jednak jedna z nich trafiła w pokład w pobliżu rufowej wieży, co spowodowało śmierć 48 marynarzy oraz ranny 50 członków załogi. Rufowa bateria dział 203 mm krążownika została całkowicie wyłączone z użycia. Po uszkodzeniu tych dwóch okrętów, Japończycy skupili się na Hr.Ms. „De Ruyter”, który finalnie doznał tylko lekkich uszkodzeń.
Około godziny 13 Karel Doorman nakazał wycofanie floty. Dwa ciężko uszkodzone krążowniki udały się do Cilacap w celu opatrzenia rannych oraz naprawy szkód.

## Konsekwencje po porażce
Wycofanie się wojsk alianckich oznaczało początek japońskiej dominacji w Cieśninie Makasarskiej, co pozwoliło Japończykom uzyskać kontrolę nad zachodnią częścią Holenderskich Indii Wschodnich.